# Caviria nitida
Caviria nitida is een vlinder uit de familie spinneruilen (Erebidae), onderfamilie donsvlinders (Lymantriinae). De wetenschappelijke naam van deze soort is voor het eerst geldig gepubliceerd in 1921 door Wileman & South.
De soort komt voor in tropisch Afrika.